# William B. Pine
William B. Pine (Bluffs, 1877. december 30. – Okmulgee, 1942. augusztus 25.) az Amerikai Egyesült Államok szenátora (Oklahoma, 1925–1931).